# Ballobar

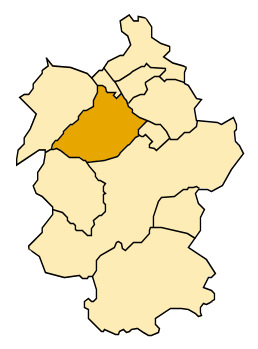
Mapa gminy na mapie comarki Zinca Baxa

Ballobar – gmina w Hiszpanii, w Aragonii, w prowincji Huesca, w comarce Bajo Cinca.
Powierzchnia gminy wynosi 127,73 km². Zgodnie z danymi INE, w 2005 roku liczba ludności wynosiła 1012, a gęstość zaludnienia 7,92 osoby/km². Wysokość bezwzględna gminy równa jest 154 metry. Współrzędne geograficzne gminy to 41°37′19″N, 0°11′27″E. Kod pocztowy do gminy to 22234.

## Demografia
| 1991  | 1996  | 2001  | 2004  | 2005  |
| ----- | ----- | ----- | ----- | ----- |
| 1.148 | 1.102 | 1.007 | 1.012 | 1.012 |